# Alfredo Gatica
Alfredo Gatica (Ciudad de México, 8 de febrero de 1988) es un actor mexicano. Es sobrino del también actor Luis Gatica. Alfredo es conocido principalmente por interpretar a Ricardo Segura en la telenovela de La vecina y recientemente a "El Turco" Nasif en Ringo, la pelea de su vida.

## Carrera
Nació en la Ciudad de México el 8 de febrero de 1988. Se capacitó en el Centro de Educación Artística de Televisa hasta el año 2010, donde inició haciendo varios papeles pequeños en la series unitarias Como dice el dicho y La rosa de Guadalupe.
En 2012 debuta en la telenovela Cachito de cielo con el personaje de Darío y en donde compartió créditos con Maite Perroni, Pedro Fernández y Mané de la Parra.
En 2013 dio vida a 'Abdul García' en la telenovela de Lucero Suárez De que te quiero, te quiero, donde compartió escena con Livia Brito, Juan Diego Covarrubias, Cynthia Klitbo y Fabiola Guajardo.
Para 2015 consigue su primel papel antagónico y el que le dio más relevancia actoral, en La vecina y de nueva cuenta de la mano de la productora Lucero Suárez interpretando a 'Ricardo Segura' junto a Esmeralda Pimentel, Juan Diego Covarrubias, y Natalia Guerrero.
Un año después en 2016 obtiene un pequeño papel en la telenovela de Angelli Nesma Medina Tres veces Ana en donde dio vida a 'Orlando'.
Al año siguiente (2017) por tercera ocasión la productora Lucero Suárez lo llama para personificar a 'Rulo' 'Grijalba' en Enamorándome de Ramón donde comparte créditos con José Ron y Esmeralda Pimentel.
Finalmente en 2019 dio vida a 'Ariel "El Turco" Nasif' en Ringo trabajando por cuarta vez al lado de Lucero Suárez y compartiendo escena al lado de Mariana Torres, Jose Ron, Jorge Poza y Gabriela Carrillo.

## Filmografía

### Televisión
| Año       | Proyecto                    | Personaje                      |
| --------- | --------------------------- | ------------------------------ |
| 2025      | La jefa                     | Arturo Corona                  |
| 2024      | Marea de pasiones           | Alfonso Marrero Grajales       |
| 2023      | Eternamente amándonos       | Fidel Fuentes                  |
| 2022      | Mi camino es amarte         | César Ramírez                  |
| 2022      | Amor dividido               | José Licona                    |
| 2021      | Esta historia me suena      | Cuco                           |
| 2020-2021 | Vencer el desamor           | Cuauhtémoc "Cuauh" Vargas      |
| 2020      | Rubí                        | Loreto Mata                    |
| 2019      | Ringo                       | Ariel 'El Turco' Nasif         |
| 2017      | Enamorándome de Ramón       | Raúl 'Rulo' Grijalba Solórzano |
| 2016      | Tres veces Ana              | Orlando Navarro                |
| 2015-2016 | La vecina                   | Ricardo Segura Dávila          |
| 2013-2014 | De que te quiero, te quiero | Abdul García Pabuena           |
| 2012      | Cachito de cielo            | Darío                          |
| 2012–2014 | La rosa de Guadalupe        | Varios roles                   |
| 2011–2018 | Como dice el dicho          | Varios roles                   |